# 佛谷山 (杨州市)
佛谷山（불곡산）是一座位于韓國京畿道杨州市的山峰，主峰海拔468.7米（1,538英尺），这座山在大东舆地图中有所提及。